# 傑克燈籠

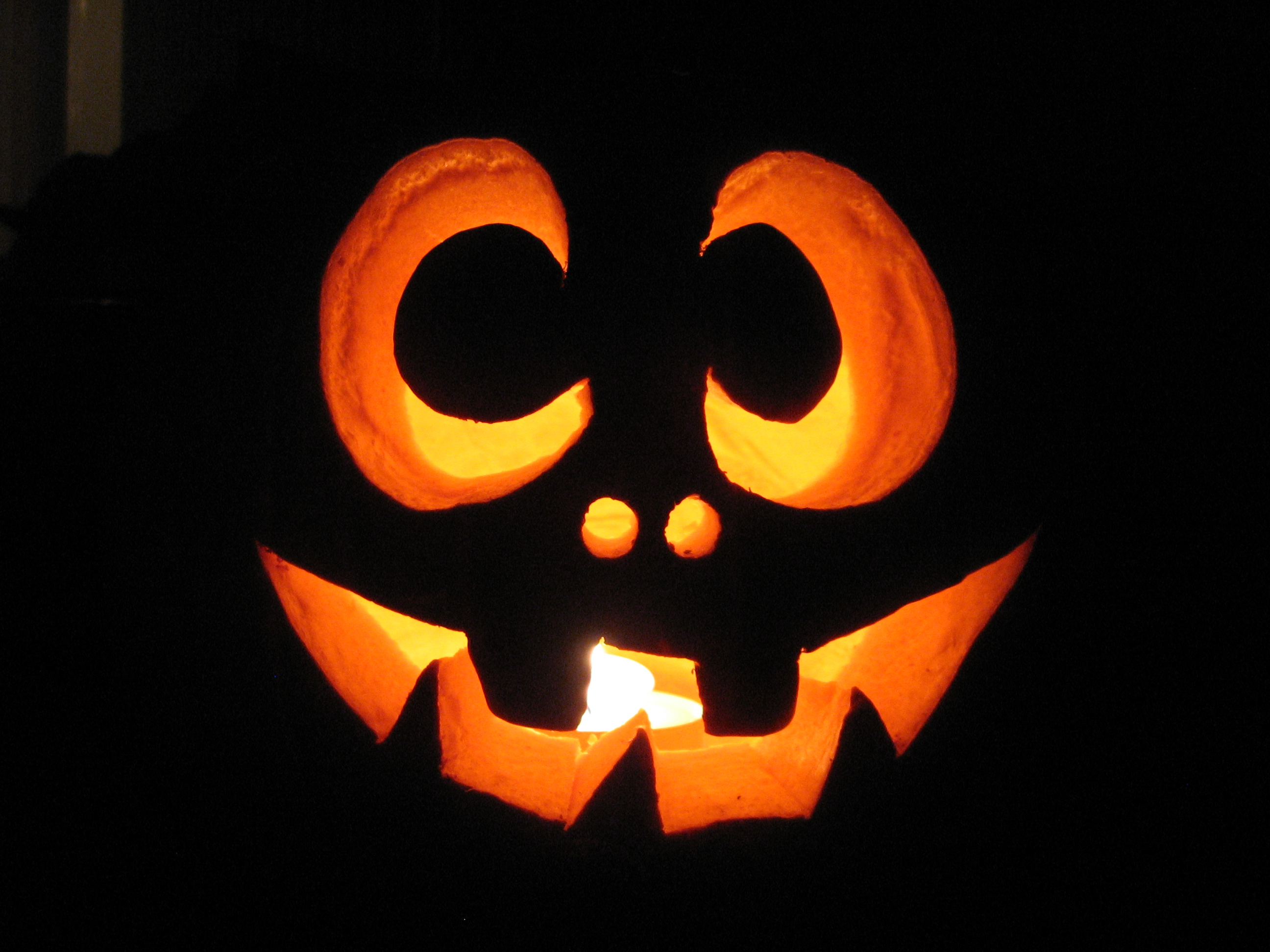
慈祥的傑克燈籠

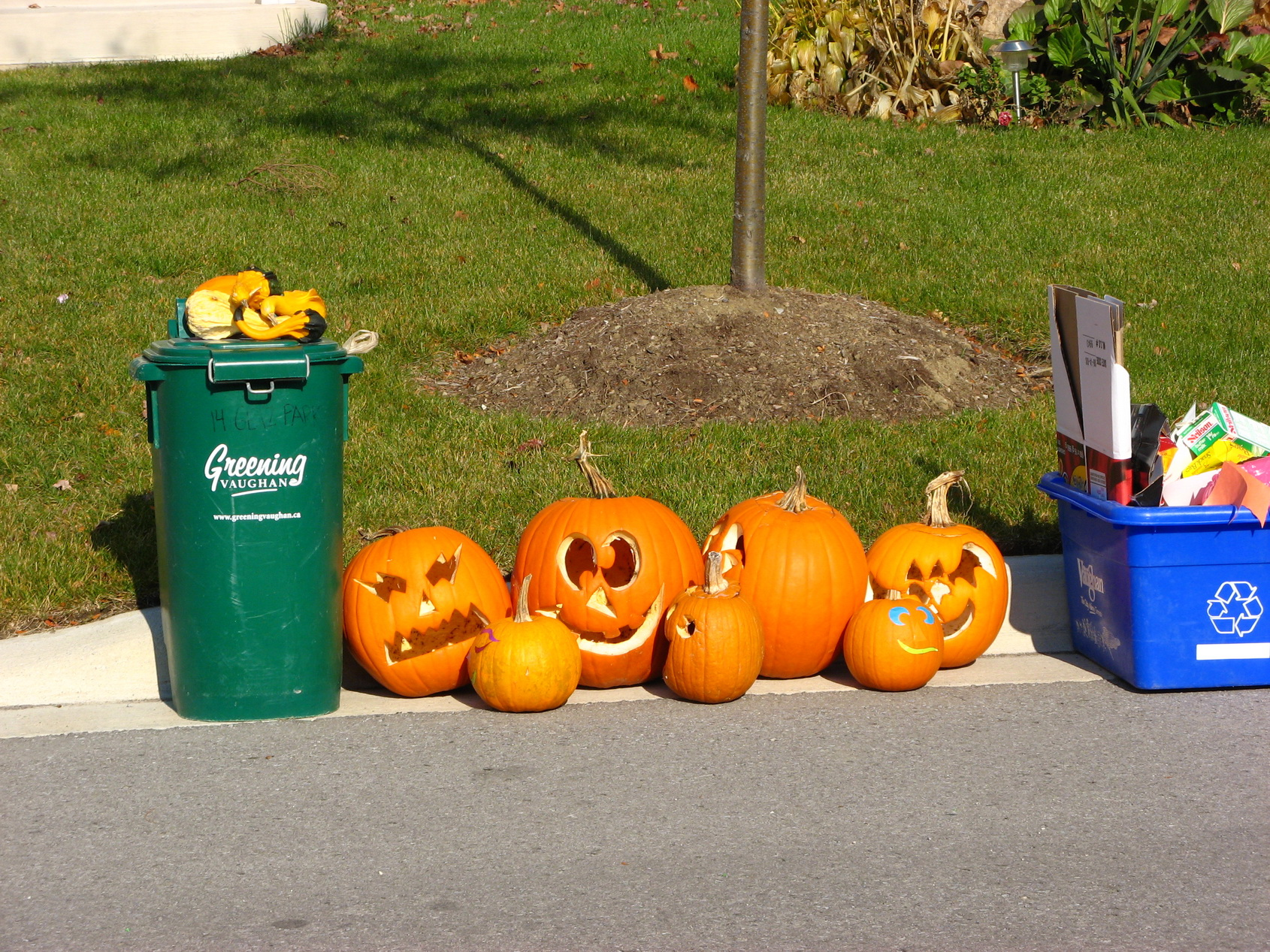
萬聖夜過後，放在路旁等待垃圾回收的傑克燈籠（加拿大多倫多）

傑克燈籠（英語：Jack-o'-lantern 或 Jack O'Lantern），又名傑克南瓜灯，通常以甜菜或南瓜雕成一個有蓋子和洞的燈籠，洞的圖案通常是像怪物般的臉，在萬聖夜的時候放進點燃的蠟燭。其字源來自jack of [the] lantern。

## 雕刻南瓜
雕刻南瓜的器具從簡單的刀子到專業儀器都有，通常被雕刻成人臉的形狀，有時候會被當作藝術品。以前都用蠟燭來點燃，現在也有人用電燈泡，甚至還有人在南瓜中放散熱器，以防燈泡過熱而燒毀南瓜。在北美地區和英國，南瓜燈是萬聖夜必備的裝飾品。

## 傳說
關於傑克燈的傳說源自於愛爾蘭。
據傳很久以前 愛爾蘭有一個外號為「吝嗇的傑克」（Stingy Jack）的男子，有一天他邀請一個鬼魔來喝酒，因為喝完後沒錢付帳，所以他便說服鬼魔變身成為六便士來讓他付酒錢，可是傑克並沒有拿它來付錢，反而用一條銀紙把鬼魔鎮著，使衪出不來。後來鬼魔答應傑克一整年都不嚇他，傑克才放鬼魔出來。第二年的萬聖節，鬼魔又出現了，傑克再次以詭計迫使衪答應這一年也不會來騷擾傑克，可是一年還沒過完，傑克就去世了。結果 手握天國大門鑰匙的聖伯多祿不准他進入，因為他非常吝嗇，所以沒有資格獲得永生；看守地獄的天使也不容許他留下，因為鬼魔曾保證過他不會喪亡，所以他不會在地獄中受苦。無處可歸的他最後只好在陰間不停地走着，並且提著白蘿蔔，裡面放著鬼魔給他的炭火來照亮路面，找一個地方來休息。
在另一個版本的傳說中，據傳有一個外號為「吝嗇的傑克」（Stingy Jack）的酒鬼，曾經將鬼魔騙上樹，並且在樹幹上刻了一個拉丁十字，讓鬼魔不敢下來，最後迫使鬼魔跟他達成協定、 保證從此不再前來引誘他犯罪 才得以脱身（原因是在基督舊敎傳說中，以有名的魔鬼 魔王撒但 為首的魔怪最害怕的就是十字架）。傑克在死後因為戲弄過鬼魔、犯下了欺騙他者的罪過，所以不可以進入天國，但因為鬼魔保證過傑克不會喪亡，所以傑克也不致於要下地獄。結果傑克只能在黑暗無光的陰間裡流浪，此時鬼魔現身並給了他一小塊灰燼，讓他尋找一個適當的地方來休息，他便將這小塊灰燼放在一個打了許多洞的白蘿蔔當中，好讓它燒久一點。
後來蘇格蘭人模仿傳說中的他挖空白蘿蔔並放入蠟燭，愛爾蘭人用白蘿蔔或馬鈴薯，英格蘭人則用甜菜。1840年代歐洲人移民到美國發現一個更好用的材料─南瓜，因此現在的傑克燈大多都用南瓜做了。

## 外部連接
女神转生系列